# Mauzoleum Piastów Śląskich w Legnicy
Mauzoleum Piastów Śląskich w Legnicy – mauzoleum książąt legnicko-brzeskich przy kościele św. Jana Chrzciciela w Legnicy. Pierwsza na Śląsku barokowa kaplica grobowa, powstała w latach 1677–1679, upamiętnia ostatnich przedstawicieli rodu, ale jednocześnie jest pomnikiem całej dynastii Piastów.
Mauzoleum uznawane jest za wybitny zabytek epoki, jego wystrój współtworzą elementy kilku dziedzin sztuki: architektury, rzeźby i malarstwa. Ma charakterystyczny układ przestrzenny, oryginalne dekoracje, wyróżnia go program ideowy.

## Geneza
Legnicki kościół św. Jana od połowy XVI w. (razem z kolegiatą św. Jadwigi w Brzegu) stanowił nekropolię Piastów legnicko-brzeskich. W niewielkiej, wtedy jednonawowej, gotyckiej świątyni ulokowane były liczne książęce nagrobki, epitafia i trumny.
Decyzja o budowie mauzoleum zapadła po przedwczesnej śmieci Jerzego Wilhelma, syna księcia Chrystiana i księżnej Ludwiki Anhalckiej, ostatniego męskiego potomka Piastów. W marcu 1675 r. młody książę złożył hołd cesarzowi Leopoldowi I Habsburgowi, który uznał go za pełnoletniego i przekazał rządy w księstwach legnickim, brzeskim i wołowskim. Sprawował je zaledwie osiem miesięcy, zmarł 21 listopada 1675 r. Księżna Ludwika, świadoma politycznych konsekwencji śmierci syna oraz historycznego znaczenia rodu, postanowiła wznieść rodzinne mauzoleum, będące równocześnie apoteozą całej dynastii.
Ze względu na ograniczone finanse, jakimi dysponowała, grobowiec nie stanowi samodzielnej budowli, lecz został umieszczony w prezbiterium wspomnianego gotyckiego kościoła, które w tym celu przebudowano i zaadaptowano.
Księżna była fundatorką, ale także autorką ogólnej koncepcji i myśli przewodniej zawartego w nim programu ideowego. Duży wpływ na jego konkretyzację, wybór elementów dekoracyjnych i symbolicznych oraz ich opracowanie literackie miał Daniel Casper von Lohenstein (1635-1683), poeta związany z dworem piastowskim.

To on jest także autorem łacińskiego tekstu tablicy fundacyjnej w mauzoleum. Przepełniony dynastyczną dumą sławi zasługi Domu Piastów dla Sarmacji, Śląska i Germanii i gloryfikuje dynastię. W polskim przekładzie brzmi:

Bogu, Opiekunowi szczątków i pobożnym cieniom Domu Piastowskiego ten pomnik poświęcono, który wziął początek z Piasta w roku 775 ery Chrystusowej, dał Sarmacji 24 królów i licznych panujących Śląskowi 123 książąt, kościołowi 6 arcybiskupów i biskupów, Północy religię, naukę, urządzenia państwowe, świątynie, szkoły, miasta, zamki i mury obronne, dzięki władcom pobożnym, szlachetnym, świętym, dzielnym i łaskawym. Germanię ocalił od nawały tatarskiej, który na Chrystianie najlepszym i jego synu Jerzym Wilhelmie ostatnim, lecz w zasługach najpierwszym dnia 21 listopada 1675 roku przy wielkim żalu Ojczyzny, Europy i cesarza równo po dziewięciu stuleciach skończył się i zasłużył, aby Ludwika, księżna anhalcka, ostatnia matka Piastów pomnik ten zbudowała przodkom i pradziadom, jako też potomnym, małżonkowi, synowi, sobie i pozostałej córce Karolinie księżnej holsztyńskiej roku Chrystusowego 1679, płacząc nad urnami tych, z których każdy mając cnotę za herolda, a świat Północy za pomnik niczego by nie potrzebował, gdyby wcześniej od głazów nie milkło zapomnienie i niewdzięczność śmiertelnych.

## Projekt architektoniczny
Projekt architektoniczny opracował włoski budowniczy Carlo Rossi, który przez wiele lat zatrudniony był przez Piastów przy rozbudowie rezydencji w Oławie. W Legnicy wykorzystał wnętrze chóru oraz część przęsła wschodniego gotyckiego kościoła i na planie koła zaprojektował ośmioboczną kaplicę, nakrytą kopułą. Wnętrze powiększono wbudowując nisze pomiędzy gotyckie skarpy.

## Wystrój rzeźbiarski
Głównym elementem wystroju rzeźbiarskiego są cztery, naturalnej wielkości, alabastrowe posągi autorstwa wiedeńskiego artysty Matthiasa Rauchmillera (1645–1686). Uchodzą za najlepsze w dorobku Rauchmillera, są „najbardziej oryginalnym wytworem rzeźby portretowej z drugiej połowy XVII w. na Śląsku”. Przedstawiają Jerzego IV Wilhelma i członków jego najbliższej rodziny: matkę księżnę Ludwikę Anhalcką, ojca księcia Chrystiana i siostrę Karolinę. Zwróceni do siebie twarzami prowadzą ostatnią rozmowę (jej treść widnieje na cokołach). Księżna Ludwika mówi do męża: „Heu mihi soli” („Biada mnie samej”), książę Chrystian odpowiada: „Nescia gnati” („Nieświadoma losu syna”), Jerzy Wilhelm stwierdza: „At sequor ipse” („Podążam sam”), jego starsza siostra Karolina kończy rozmowę retorycznym pytaniem: „Spes ubi nostrae” („Gdzież nasza nadzieja”).
Do końca XVII w. mauzoleum znajdował się jeszcze posąg Chrystusa Zmartwychwstałego, ale zaginął. Stanowił on tutaj jedyny religijny motyw. Rodzina wyznawała kalwinizm, który negował kult sakralnych obrazów, rzeźb, relikwii.

## Dekoracje malarskie
Nie wyklucza się, że dekoracje malarskie w mauzoleum także są dziełem Matthiasa Rauchmillera. Dzielą się one na trzy strefy. W najwyższej, w czaszy kopuły widnieje fresk przedstawiający greckiego boga Heliosa, który zatrzymuje swój rydwan przed gwiazdozbiorem Raka. Helios symbolizuje światło i życie, ale także reguluje bieg czasu. Zatrzymanie rydwanu oznacza zatrzymanie czasu - tutaj wygaśnięcie rodu. Obraz uzupełnia łacińska inskrypcja, wyjaśniająca znaczenie alegorii. Jej tłumaczenie brzmi: "Domy królewskie upadają, gwiazdy w pył się obracają, dziwisz się nawet biegowi słońca kres naznaczono”. Motyw przemijania i nieuchronności losu widoczny jest też w elementach dekoracji sklepienia i ścian, w zdobieniach sarkofagów, w rozmowie rodziny Piastów i tekście tablicy pamiątkowej.
W dwóch niższych partiach dekoracji zaprezentowano sceny z historii dynastii Piastów. Wyższy rząd fresków (w pierścieniu kopuły) ukazuje pierwszych piastowskich władców Polski: legendarnego Piasta, jego syna Siemowita, Mieszka I wprowadzającego chrześcijaństwo, Bolesława Chrobrego (dwukrotnie), podczas symbolicznej koronacji w Gnieźnie oraz wykupu ciała św. Wojciecha, rządy Kazimierza Odnowiciela, Bolesława Śmiałego oraz Bolesława Krzywoustego zwycięzcę cesarza niemieckiego Henryka V.
Cykl malowideł umieszczonych niżej opowiada o śląskiej linii Piastów. Ukazuje kolejno: pojednanie Bolesława Kędzierzawego z Władysławem Wygnańcem, walkę Bolesława Wysokiego z rycerzem-olbrzymem w Mediolanie, sprawiedliwe rządy Henryka I Brodatego i św. Jadwigi, śmierć ich syna Henryka Pobożnego w bitwie pod Legnicą w 1241 r., książąt śląskich podczas składania hołdu lennego królowi czeskiemu Janowi Luksemburskiemu, księcia brzeskiego Jerzego II, który zasłużył się budową zamku w Brzegu, oraz Jerzego Wilhelma składającego w Wiedniu hołd cesarzowi Leopoldowi I.

## Sarkofagi
W pięciu wnękach w dolnej części kaplicy stoi pięć metalowych sarkofagów: Ludwiki Anhalckiej (zm. 1680), Chrystiana, Zofii Elżbiety (1589–1622), pierwszej żony księcia Jerzego Rudolfa, Jerzego Wilhelma i Ludwika IV (1616–1663), brata księcia Chrystiana. W mauzoleum nigdy nie spoczęła Karolina, księżna holsztyńska, która przeszła na katolicyzm i zgodnie ze swoją wolą została pochowana w Trzebnicy u stóp św. Jadwigi. Dwie cynowe trumny z dalszymi członkami rodziny przeniesiono z krypty do mauzoleum w początkach XIX w. Wcześniej znajdowały się w dużej krypcie pod posadzką nieistniejącego kościoła gotyckiego, gdzie chowano członków rodziny Piastów z linii legnicko-brzeskiej od XVI do XVII w.
Sarkofagi Jerzego Wilhelma i jego rodziców wykonano z posrebrzonej miedzi i ozdobiono nakładaną, pozłacaną dekoracją trybowaną, ich wartość artystyczna uchodzi za wybitną. Powstały na przełomie 1675 i 1676 r. sarkofag młodego księcia opiera się na czterech figurach, które są alegoriami cnót dobrego władcy. Kwiat aloesu na tarczach symbolizuje śmierć piętnastoletniego władcy, przełamana tarcza herbowa pod mitrą książęcą oznacza koniec dynastii. Kwiaty słonecznika na wieku mówią o nadziei na zmartwychwstanie i życie wieczne.
Na początku XVIII w. rozebrano gotycką nawę kościoła św. Jana, niszcząc wyposażenie wnętrza, także piastowskie pomniki. Ocalono jedynie dawny chór z mauzoleum, które jako boczną kaplicę włączono w bryłę nowego, barokowego kościoła. Ten układ pozostał do dziś.
Mauzoleum Piastów będące częścią świątyni stanowi własność Kościoła katolickiego, ruchem turystycznym w nim kieruje sąsiadujące z kościołem Muzeum Miedzi w Legnicy.

## Galeria

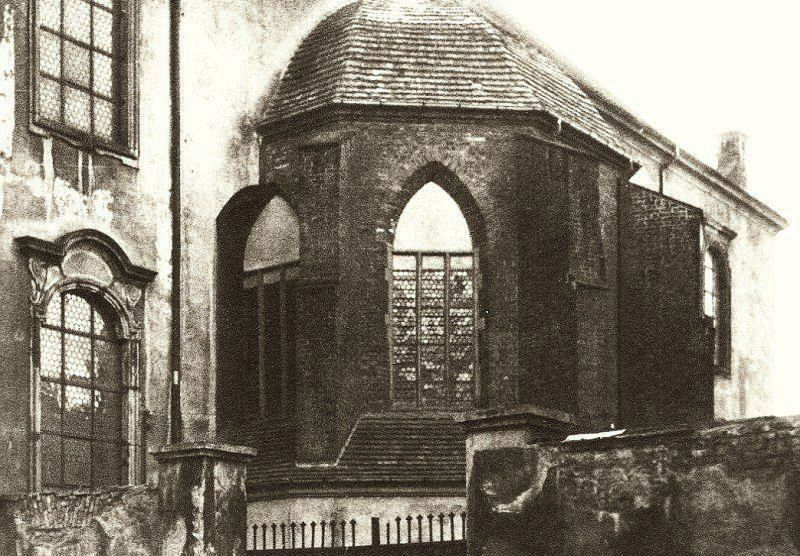
Mauzoleum z zewnątrz
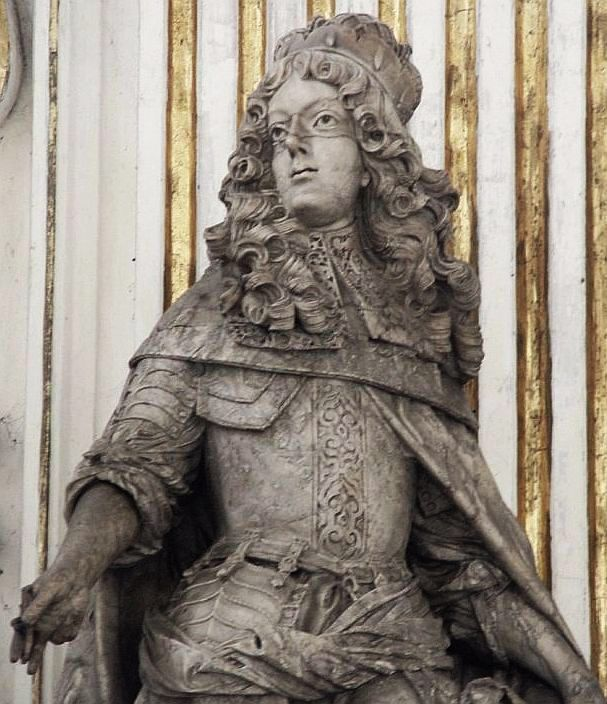
Pomnik Jerzego Wilhelma
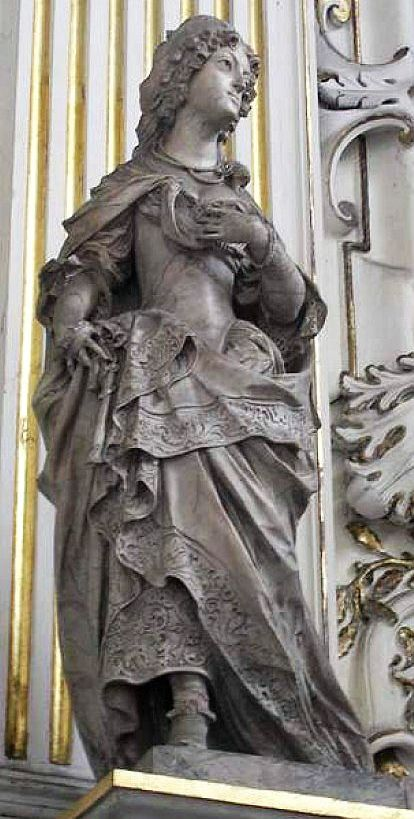
Pomnik Ludwiki z Anhalt-Dessau
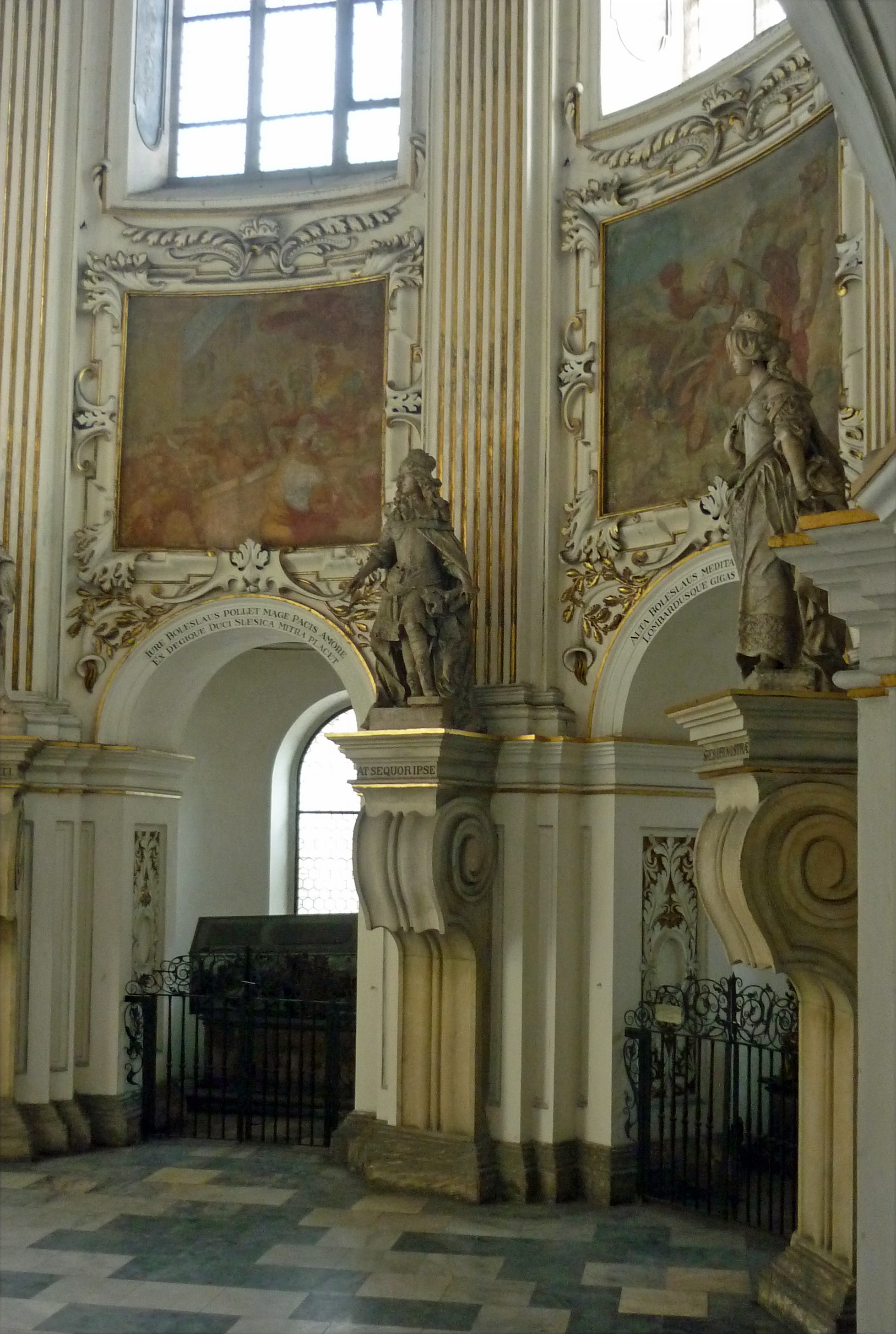
Fragment wnętrza mauzoleum